# Bruno Claußen (Bibliothekar)
Bruno Claußen (* 26. Januar 1880 in Heide (Holstein); † 25. September 1958 in Rostock) war ein deutscher Bibliothekar.

## Leben und Wirken
Claußen war der Sohn eines Arztes. Nach dem Abitur an der Meldorfer Gelehrtenschule begann er an der Eberhard Karls Universität Tübingen Rechtswissenschaft zu studieren. 1902 wurde er im Corps Franconia Tübingen aktiv. Als Inaktiver wechselte er an die Friedrich-Wilhelms-Universität zu Berlin, die Christian-Albrechts-Universität zu Kiel und die Ruprecht-Karls-Universität Heidelberg. In Heidelberg wurde er 1906 zum Dr. jur. promoviert. Ab Januar 1907 war er Volontär an der Stadtbibliothek Bremen bei Henry Seedorf (1863–1922). Es folgten Stationen als wissenschaftlicher Hilfsarbeiter an der Württembergischen Landesbibliothek und der Universitätsbibliothek Freiburg. Zum 1. Oktober 1912 wurde er zum Bibliothekar an der Universitätsbibliothek Rostock berufen und 1934 ihr erster hauptamtlicher Direktor. Unter seiner Leitung wurde der Neubau der Universitätsbibliothek geplant, von dem bis zum Kriegsausbruch 1939 das Magazingebäude fertiggestellt werden konnte. 1945 bewahrte er das Blücherdenkmal in Rostock vor der Zerstörung.
Claußen war nie Mitglied der Nationalsozialistischen Deutschen Arbeiterpartei. Nach 1945 konnte er unter der Sowjetischen Militäradministration sein Amt zunächst weiter ausüben; er wurde jedoch 1949 im Zuge der Umgestaltung der Universität abgelöst. 1950 erhielt er einen Arbeitsvertrag zur Erschließung der Handschriften der Bibliothek, bis er 1952 auf Betreiben seines Nachfolgers ganz entlassen wurde. Claußens besonderes Interesse galt der Erforschung des Altbestands. Dabei gelangen ihm teilweise Aufsehen erregende Funde wie das Rostocker Liederbuch, die Rekonstruktion eines mittelniederdeutschen Liederbuchs von um 1478, dessen Blätter im 16. Jahrhundert als Makulatur in Einbänden verwendet worden waren. Er untersuchte die Rostocker Frühdrucker wie Ludwig Dietz und die Druckerei der Brüder vom gemeinsamen Leben im Rostocker Michaeliskloster. Über vier Jahrzehnte arbeitete er, zunächst gemeinsam mit Conrad Borchling, an der Gesamtbibliographie des niederdeutschen Schrifttums bis 1800 mit dem Nachweis von 5.580 Titeln (Borchling-Claussen, BC). Von 1933 bis zu ihrer Auflösung 1946 war er Mitglied und ab 1935 Geschäftsführer der Historischen Kommission für Mecklenburg.
Sein Sohn Rolf Claußen (1932–2003) hatte in Tübingen und Rostock Medizin studiert. Als Arzt in Kassel wurde er ein bedeutender Exlibrissammler. Sohn und Vater Claußen sind mit biographischen Kapiteln im aktuellen Buch zur Geschichte der Universität Rostock vertreten.

## Werke
- Die Beendigung des mittelbaren Eigenbesitzes nach Bürgerlichem Gesetzbuch mit Rückblick auf römischrechtliche Grundsätze. Heidelberg, Jur.Fak., Diss. 1906.
- Rostocker Niederdeutsches Liederbuch vom Jahre 1478. Rostock: Hinstorff 1919.
- Niederdeutsche Bibliographie (bis 1800). (mit Conrad Borchling) Neumünster 1931–1957.